# Европско првенство у фудбалу 2024 — група Ф
Група Ф на Европском првенству 2024. одржана је од 18. до 26. јуна 2024. у Њемачкој, а утакмице су игране у четири града: Дортмунду, Лајпцигу, Хамбургу и Гелзенкирхену. У групи су играле Турска, Грузија, Португалија и Чешка. Двије првопласиране репрезентације пласирале су се међу најбољих 16, док су у елиминациону фазу прошле и четири најбоље трећепласиране репрезентације од укупно шест.
Побједник групе Ф у осмини финала играо је са једном од најбоље рангираних трећепласираних репрезентација, а могао је да игра против екипе из група А, Б и Ц. Другопласирани из групе Ф играо је против побједника групе Д, док је трећепласирани из групе Ф могао у осмини финала да игра против побједника група Б и Ц.
Португалија и Турска су завршиле са по шест освојених бодова, двије побједе и једним поразом, али је Португалија завршила на првом мјесту због побједе у међусобном дуелу. Грузија је завршила на трећем мјесту са четири бода и пласирала се у елиминациону фазу као једна од четири најбоље трећепласиране репрезентације, а Чешка је завршила на четвртом мјесту са једним бодом. Пепе је , након што је стартовао утакмицу првог кола, постао најстарији играч у историји који је играо на Европском првенству. Након што је играо у утакмици првог кола, Кристијано Роналдо је постао први играч који је учествовао на шест европских првенстава, као и најстарији капитен који је наступио на Европском првенству у историји. Према позицијама на Фифиној ранг-листи, побједа Грузије против Португалије у утакмици трећег кола била је највеће изненађење, пошто је Грузија била на 74 мјесту на ранг-листи, а Португалија на шестом. Такође, са 68 позиција између двије репрезентације, Грузија је срушила рекорд у највећој разлици по позицијама који је десет дана раније поставила Словачка побједом против Белгије.

## Тимови
| Позиција на жријебу | Тим         | Шешир | Начин Квалификовања      | Датум Квалификовања | Укупно наступа | Последњи наступ | Најбољи резултат    | Квалификациони ренкинг Новембар 2023. | ФИФА ренкинг Април 2024. | ФИФА ренкинг Април 2024. |
| ------------------- | ----------- | ----- | ------------------------ | ------------------- | -------------- | --------------- | ------------------- | ------------------------------------- | ------------------------ | ------------------------ |
| Ф1                  | Турска      | 2     | Побједник Групе Д        | 15. октобар 2023.   | 6.             | 2020            | Финале (1980)       | 7                                     | 40                       |                          |
| Ф2                  | Грузија     | 4     | Побједник плеј-офа Ц     | 26. март 2024.      | 1.             | —               | Побједник (1976)    | —                                     | 75                       |                          |
| Ф3                  | Португалија | 1     | Побједник Групе Ј        | 13. октобар 2023.   | 9.             | 2020            | Четвртфинале (2000) | 1                                     | 6                        |                          |
| Ф4                  | Чешка       | 3     | Другопласирани у Групи Е | 16. новембар 2023.  | 11.            | 2020            | Четвртфинале (2020) | 17                                    | 36                       |                          |

## Резултати

### Прво коло

#### Турска—Грузија
| Турска                                    | 3 : 1     | Грузија        |
| ----------------------------------------- | --------- | -------------- |
| Мулдур 25’ · Гулер 65’ · Актуркоглу 90+7’ | Извјештај | Микаутадзе 32’ |

| Турска | Грузија |

#### Португалија—Чешка
| Португалија                        | 2 : 1     | Чешка      |
| ---------------------------------- | --------- | ---------- |
| Хранач 69’ (аг.) · Консеисао 90+2’ | Извјештај | Провод 62’ |

| Португалија | Чешка |

### Друго коло

#### Грузија—Чешка
| Грузија                 | 1 : 1     | Чешка   |
| ----------------------- | --------- | ------- |
| Микаутадзе 45+4’ (пен.) | Извјештај | Шик 59’ |

| Грузија | Чешка |

#### Турска—Португалија
| Турска | 0 : 3     | Португалија                                   |
| ------ | --------- | --------------------------------------------- |
|        | Извјештај | Силва 21’ · Акајдин 28’ (аг.) · Фернандеш 56’ |

| Турска | Португалија |

### Треће коло

#### Грузија—Португалија
| Грузија                                  | 2 : 0     | Португалија |
| ---------------------------------------- | --------- | ----------- |
| Кваратшкелија 2’ · Микаутадзе 57’ (пен.) | Извјештај |             |

| Грузија | Португалија |

#### Чешка—Турска
| Чешка      | 1 : 2     | Турска                       |
| ---------- | --------- | ---------------------------- |
| Соучек 66’ | Извјештај | Чалханоглу 51’ · Тосун 90+4’ |

| Чешка }} | Турска |

## Табела и статистика
| Мјесто | Екипа       | Играно | Победа | Неријешено | Пораза | Дао гол. | При. гол. | Гол-разлика | Бодови |
| ------ | ----------- | ------ | ------ | ---------- | ------ | -------- | --------- | ----------- | ------ |
| 1.     | Португалија | 3      | 2      | 0          | 1      | 5        | 3         | +2          | 6      |
| 2.     | Турска      | 3      | 2      | 0          | 1      | 5        | 5         | 0           | 6      |
| 3.     | Грузија     | 3      | 1      | 1          | 1      | 4        | 4         | 0           | 4      |
| 4.     | Чешка       | 3      | 0      | 1          | 2      | 3        | 5         | −2          | 1      |

## Фер-плеј
Поени за фер-плеј користе се за одлучивање мјеста на табели у случају истог броја бодова и исте гол-разлике. Тим с мањим бројем негативних поена заузима више мјесто на табели. Поени се рачунају на основу добијених жутих и црвених картона у свакој утакмици групне фазе по следећем принципу:
- жути картон — минус 1 поен;
- други жути картон (индиректан црвени картон) — минус 3 поена;
- директан црвени картон — минус 3 поена;
- жути картон, а затим директан црвени картон — минус 4 поена.

Само једна казна се примјењује за истог играча на једној утакмици.
| Тим         | 1. коло     | 1. коло                       | 1. коло  | 1. коло                | 2. коло     | 2. коло                       | 2. коло  | 2. коло                | 3. коло     | 3. коло                       | 3. коло  | 3. коло                | Поени |
| Тим         | Жути картон | Yellow card · Yellow-red card | Red card | Yellow card · Red card | Жути картон | Yellow card · Yellow-red card | Red card | Yellow card · Red card | Жути картон | Yellow card · Yellow-red card | Red card | Yellow card · Red card | Поени |
| ----------- | ----------- | ----------------------------- | -------- | ---------------------- | ----------- | ----------------------------- | -------- | ---------------------- | ----------- | ----------------------------- | -------- | ---------------------- | ----- |
| Грузија     | 1           |                               |          |                        | 4           |                               |          |                        | 1           |                               |          |                        | −6    |
| Португалија | 2           |                               |          |                        | 2           |                               |          |                        | 3           |                               |          |                        | −7    |
| Чешка       | 1           |                               |          |                        | 5           |                               |          |                        | 5           | 1                             | 1        |                        | −17   |
| Турска      | 2           |                               |          |                        | 3           |                               |          |                        | 12          |                               |          |                        | −17   |

1. ↑  Укључујући картоне које су добили чланови техничког особља тима.